# David Barnouw

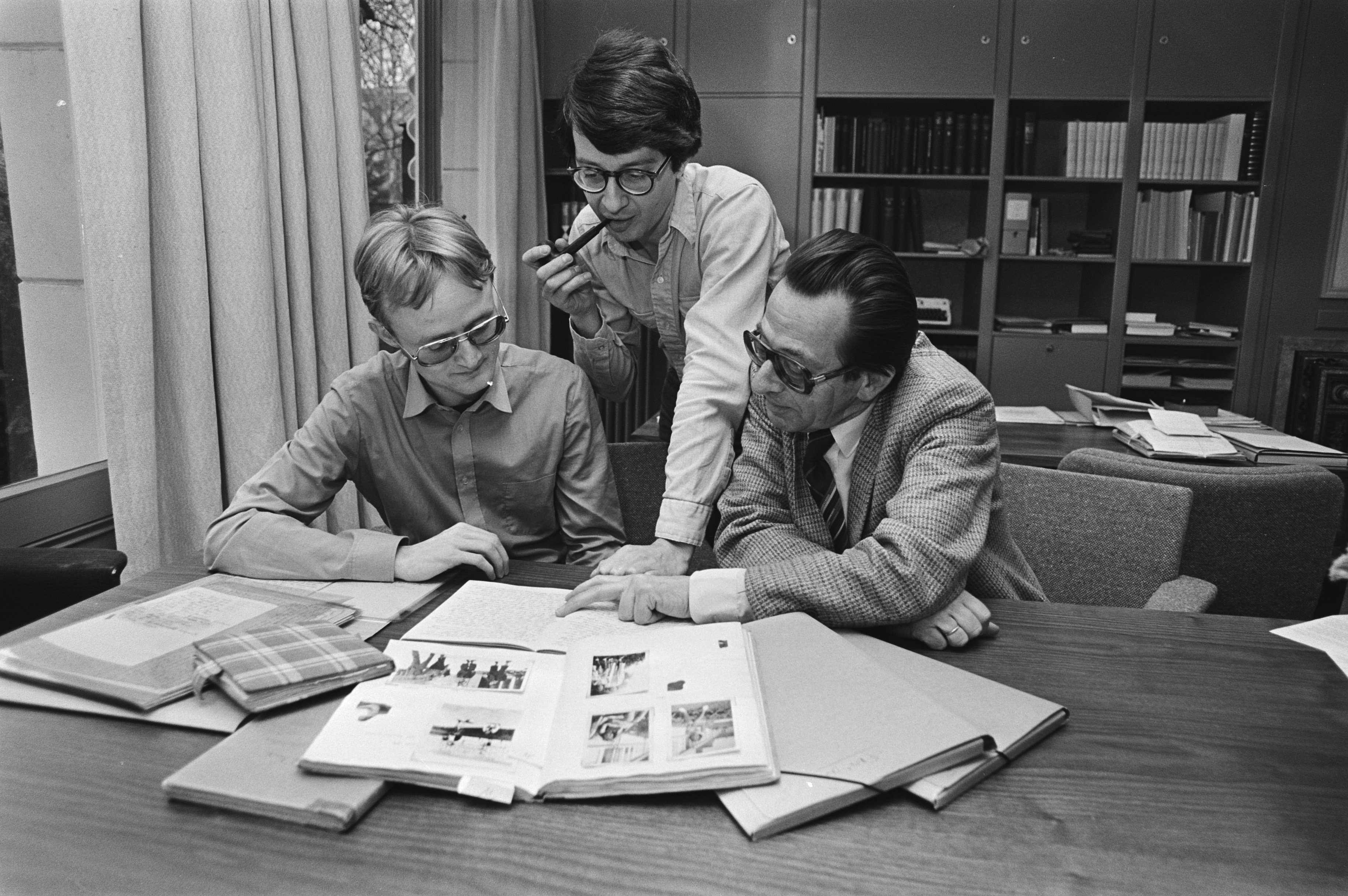
De la stânga la dreapta: Gerrold van der Stroom, David Barnouw și Harry Paape (1981)

David Barnouw (nume complet Nicolaas David Johannes Barnouw, n. 11 martie 1949, Retranchement⁠(d), Zeelanda, Țările de Jos) este un istoric și publicist neerlandez. El a lucrat din 1979 până în 2014 pe postul de cercetător, purtător de cuvânt și consilier afiliat la Institutul Neerlandez pentru Documentarea Războiului.

## Biografie
A studiat științele politice și sociale la Universitatea din Amsterdam și a fost apoi angajat timp de mai mulți ani la Institutul Internațional de Istorie Socială și la Facultatea de Psihologie a Universității din Leiden. În 2008 și 2012 a fost profesor invitat la Universitatea din Vermont (SUA). În 2014, el a primit la Boca Raton (Florida) un premiu al Lessons and Legacies and the Holocaust Educational Foundation cu mențiunea în semn de recunoaștere a contribuției deosebite la educația cu privire la Holocaust.
Ca urmare a preocupării pentru istorie și film, el este un membru activ al IAMHIST și a fost președinte al Asociației de Istorie, Imagine și Sunet. El a fost, de asemenea, timp de cinci ani membru al Stimuleringsfonds Nederlandse Omroepproducties și s-a ocupat cu organizarea Festivalului Internaționald e Film Documentar de la Amsterdam. Barnouw a publicat lucrări despre Rost van Tonningen, Iarna foametei, Compania Indiilor de Est Neerlandeze și timbrele din perioada războiului, dar a devenit cunoscut mai ales prin publicațiile sale despre Anne Frank. În 1986 , el a fost unul dintre editorii ediției critice a Jurnalului Annei Frank, realizată sub coordonarea științifică a NIOD, care a fost vândută în mai mult de 100.000 de exemplare, în șase limbi străine. El a ținut mai multe prelegeri despre Anne Frank, mai ales în Statele Unite ale Americii. Lucrările De bezetting in een notendop (2005) și Geschiedenis van Nederland 1940-1945. De canon van de Duitse bezetting (2010) au beneficiat de mult interes, iar Barnouw este contactat de multe ori de presa națională și internațională pentru a comenta evenimente din cel de-al Doilea Război Mondial.
Barnouw trăiește cu jurnalista Elma Verhey.

## Lucrări
- Van NIVO tot Reichsschule. Nationaal-Socialistische onderwijsinstellingen   in Nederland/Nederlandse meisjes in Duitse vakantiekampen, zomer1940. 's Gravenhage, Staatsuitgeverij 1981
- Correspondentie van Mr. M.M. Rost van Tonningen, deel II mei 1942 - mei 1945, Ingeleid en geredigeerd door David Barnouw, Walburg Pers. Zutphen 1993
- Het fenomeen Anne Frank, Bert Bakker, Amsterdam, 2005 (două ediții)
- Oostboeren, zee-Germanen en turfstekers, Bert Bakker, Amsterdam 2004. Apoi ca e-book, Amsterdam 2013
- De bezetting in een notendop, Bert Bakker, Amsterdam 2005
- Het succes van Anne Frank, AO 2853 IVIO uitgeverij, Lelystad 2006
- Die Niederlande im Zweiten Weltkrieg; Eine Einführung, agenda Verlag, Münster 2010
- Geschiedenis van Nederland 1940-1945. De canon van de Duitse bezetting, Walburg Pers. Zutphen 2010
- Rost van Tonningen, Fout tot het bittere eind, WalburgPers, Zutphen 2014 (ed. a II-a revizuită)
- Das Phänomen Anne Frank, Klartext Verlag, Essen 2015
- Oorlog en bezetting in  Nederland in 1940-1945; De geschiedenis in topstukken uit het NIOD-archief, Hollandsdiep, Amsterdam, 2015. Publicat cu ocazia împlinirii a 70 de ani de la eliberarea Țărilor de Jos.[8]